# Жежмарський район
Жежмарський район (лит. Žiežmarių rajonas) — адміністративно-територіальна одиниця у складі Литовської ССР, що існувала у 1950-1955 роках. Центр - містечко Жежмаряй.
Жежмарський район був утворений у складі Каунаської області Литовської ССР 20 червня 1950 року. В його склад увійшли 24 сільрад.
28 травня 1953 року у зв'язку з ліквідацією Каунаської області Жежмарський район перейшов у підпорядкування Литовської ССР.
1 липня 1955 року Жежмарський район був ліквідований, а його територія розділена між Єзнаським (3 сільради), Кайшядорським (7 сільрад) та В'євівськими (2 сільради) районами.